# タルスス
タルスス（Tarsus）はトルコ中南部メルスィン県の都市。アダナから西へ約40km離れた地中海沿岸に位置する。古代ローマ帝国の属州キリキアの首都で、タルソス（Tarsos）とよばれていた。聖パウロの生誕の地である。

## 歴史
タルススの発展は、先史時代、新石器時代にまでさかのぼることができる。その後、銅器時代、青銅器時代の居住地が続く。そして、ヒッタイト、アッシリア、ペルシャ、マケドニア王国、ローマ帝国、アルメニア、東ローマ帝国、セルジューク朝、キリキア・アルメニア王国、オスマン帝国と何度も侵略を受け、破壊され、支配されてきた。このうち、キリキア・アルメニア王国は1198年の建国時にこの街を首都とし、1375年にマムルーク朝により喪失するまで維持していた。
古代の都市名は「タルソス」で、タルク神（Tarku）に由来していると考えられている。タルソスは、いくつかの重要な通商路が交差する位置にあり、南アナトリアをシリア、ポントスへと連絡した。現代の都市の周りは遺跡でおおわれているが、それらは考古学的にはあまり有名ではない。
紀元前400年前期ごろから、タルソスは、ペルシアの総督の所在地だった。その後セレウコス朝シリアの一部となった。ローマの征服の後、紀元前66年にキリキア州の首都となり、全ての住民はローマの市民権を授与された。その後タルソスは、近くの都市アダナの繁栄の影にかくれるようになったが、その重要性は変わらなかった。

## 気候
タルススは、アナトリア中部のチュクロワ平野からの陸路と地中海の海路をむすぶ交差点に位置し、典型的な地中海性気候である。

## タルススゆかりの人物
- タルススのアンティパトロス - ストア派の哲学者
- マルクス・アントニウス - 古代ローマの政治家、軍人
- クレオパトラ - アントニウスとタルススで逢引きをしたことで有名。クレオパトラの門がある。
- 聖パウロ - 新約聖書の著者の一人で、キリスト教の聖人。